# يود مائي
اليود المائي (بالإنجليزية: aqueous iodine)‏ أو يود لوجول (بالإنجليزية: Lugol's iodine)‏، والمعروف أيضًا باسم محلول اليود القوي، هو محلول يوديد البوتاسيوم مع اليود في الماء. وهو دواء ومطهر يستخدم لعدد من الأغراض يؤخذ عن طريق الفم ويستخدم لعلاج التسمم الدرقي حتى يمكن إجراء الجراحة، وحماية الغدة الدرقية من اليود المشع، ولعلاج نقص اليود. عند استخدامه على عنق الرحم يتم استخدامه للمساعدة في فحص سرطان عنق الرحم. كمطهر يمكن تطبيقه على الجروح الصغيرة مثل إصابات الوخز بالإبر. يمكن أيضًا استخدام كمية صغيرة لتطهير مياه الشرب في حالات الطوارئ.
قد تشمل الآثار الجانبية الحساسية، والصداع، والتقيؤ، والتهاب بياض العينين قد يؤدي الاستخدام طويل المدى إلى مشكلة في النوم والاكتئاب. لا ينبغي أن تستخدم عادة أثناء الحمل أو الرضاعة الطبيعيةlوضع على قائمة الأدوية الأساسية لمنظمة الصحة العالمية، الأدوية الأكثر فعالية وآمنة

## تاريخ
تاريخياً في عام 1880، ابتكر طبيب فرنسي يُدعى «جان غيوم أوغست لوغول» محلولًا يحتوي على 5% من عنصر اليود في محلول 10% من يوديد البوتاسيوم. وبعدها استخدم بشكل واسع منذ ذلك الحين. فتمت تسميته بمحلول لوغول أو يود لوغول والتي تعود لأسم الطبيب.
وتعرف كلمة «لوغول» طبياً على أي من المحاليل ذات اللون البني الغامق المكونة من اليود ويوديد البوتاسيوم في الماء أو الكحول التي تُستخدم في الطب (للإعطاء الداخلي لليود) وكبقع مجهرية، وبالتالي فإن لوغول هو أي خليط سائل مكون من يود ويوديد البوتاسيوم.

## الاستخدامات الطبية
تؤدي المعالجة المسبقة بالمحلول إلى تقليل فقد الدم أثناء الجراحة واثناء استئصال الغدة الدرقية لدى المصابين بداء غريفز. ومع ذلك، يبدو غير فعال في المرضى أسوياء الدرقية الذين يستخدمون الادويه المضادة للغدة الدرقية وليفوثيروكسين.
- خلال التنظير المهبلي، يتم تطبيق اليود المائي على المهبل وعنق الرحم. الأنسجة العادية للمهبل تحتوي على بقع بنيه بسبب ارتفاع محتوى الجليكوجين، في حين أن الأنسجة المشبوهة بالسرطان ليس بها بقع، وبالتالي يبدو شاحب مقارنة مع الأنسجة المحيطة به. ويمكن بعد ذلك إجراء خزعة من الأنسجة المشبوهة وهذا يسمى اختبار شيلر.
- يمكن أيضًا استخدام اليود المائي لإظهار مخاطية الفم بشكل أفضل. على غرار طريقة التلوين المذكورة أعلاه فيما يتعلق بتنظير المهبل، تحتوي أنسجة الفم والأسنان على نسبة عالية من محتوى الجليكوجين الذي يعطي رد فعل إيجابي لليود مقابل اللثة الكيراتينية.[13]
- يمكن أيضًا استخدام اليود المائي كمبيد مؤكسد للجراثيم، إلا أنه غير مرغوب فيه إلى حدٍ ما لتركه لونه مؤقتًا، ويمكن التغلب على هذا العيب بغسل المنطقة بمحلول الايثانول 70 %.

## الآثار الجانبية
ولأنه يحتوي على اليود الالحر، فإن محلول لوغول بتركيز 2٪ أو 5٪ دون تخفيف هو مهيج ومدمّر للغشاء المخاطي، مثل بطانة المريء والمعدة. جرعات 10 مل من محلول 5 ٪ غير مخفف تسبب تقرح المعدة عند استخدامها في التنظير. الجرعة المميتة 50 لـ 5٪ من اليود هي 14000 ملغ / كغ (14 غ/كغ) لدى الجرذان وملغ / كغ (22 غ/كغ) لدى الفئران.
تصنف منظمة الصحة العالمية المواد التي تؤخذ عن طريق الفم مع جرعة مميتة 50 من 5 إلى 50 غ/كغ كثاني أعلى درجة سمية، من الفئة «أ» (شديدة الخطورة). يصنف النظام العالمي المنسق لتصنيف المواد الكيميائية ووسمها هذا على أنه الفئة 2 مع بيان الخطورة «فادح إذا ابتلع». يوديد البوتاسيوم لا يعتبر خطرا.

## آلية العمل
هذه الاستخدامات ممكنة حيث أن المحلول هو مصدر فعال لليود الحر، والذي يتم توليده بسهولة من التوازن بين جزيئات اليود العنصري وأيون ثلاثي اليود في المحلول.

## التاريخ
كان يستخدم تاريخيا كخط أول لعلاج فرط نشاط الغدة الدرقية، حيث أن إعطاء كميات دوائية من اليود يؤدي إلى تثبيط مؤقت لتركيب اليود في الغدة الدرقية، وهي ظاهرة تسمى تأثير وولف تشايكوف. ومع ذلك فإنه لا يستخدم لعلاج بعض أمراض المناعة الذاتية المسببة لأمراض الغدة الدرقية تم استخدام اليود لتجديد نقص اليود. نظرًا لتوفرها على نطاق واسع كمذيب لإزالة جراثيم مياه الشرب، ومحتوى عالٍ من يوديد البوتاسيوم، على الرغم من أنه كان معروفًا بأنه عامل غير مثالي، نظرًا لمحتوى اليود الحر السام إلى حد ما. (SSKI) الحادث. هناك "دليل علمي قوي في منع سرطان الغدة الدرقية. لا يوفر يوديد البوتاسيوم حماية فورية ولكن يمكن أن يكون أحد مكونات الاستراتيجية العامة في حالات الطوارئ الإشعاعية.